# Енгелберт I (Спанхайм)
Енгелберт I фон Спанхайм (на немски: Engelbert I von Spanheim, † 1 април 1096, „Св. Павел“, Лавантал) от род Спанхайми, е маркграф на Марка Истрия (1090 – 1096), граф на Спанхайм, в Крайхгау и в Пустертал, също фогт на Залцбург.

## Живот
Той е най-големият син на граф Зигфрид I от Спанхейм († 1065) и на Рихгард († 1072) от Лавант, дъщеря-наследничка на граф Енгелберт IV (990 – 1040) от род Зигхардинги. Баща му умира на 7 февруари 1065 г. в България.
Енгелберт I, заедно с братята си, е привърженик на папа Григорий VII и на архиепископ Гебхард фон Залцбург. Той основава на 1 май 1091 г. манастир в църквата „Св. Павел“ в замъка на майка му в Лавантал, където са погребани родителите му. През април 1095 г. Енгелберт влиза в подарения си манастир като монах и умира на 1 април 1096 г.

## Семейство и деца
Енгелберт I се жени за Хедвиг Билунг от Саксония († 1112), дъщеря на херцог Бернхард II от род Билунги и на Еилика († 1056) от род Швайнфурти. В по-нови изследвания (Хаузман, 1994) Хедвиг е причислена към род от Фриули. Те имат децата:
- Бернхард фон Триксен († 1147), граф на Триксен
- Рихарда фон Спонхайм /Рихардис († ок. 1112), I. ∞ граф Бертхолд I фон Шварценбург († ок. 1090), II. ∞ Попо II († 1095/1107), маркграф на Истрия, III. ∞ граф Гебхард I фон Дисен, халграф (солница) в Райхенхал († 3 октомври 1102)
- Хайнрих IV († 1123), херцог на Каринтия и маркграф на Верона (1122 – 1123)
- Енгелберт († 1141), маркграф на Истрия (1103 – 1134), херцог на Каринтия (1123 – 1135)
- Зигфрид II (I) († 1132), граф на Спанхайм-(Лебенау)
- Хартвиг († 1126), епископ на Регенсбург (1105 – 1126)